# 3000 (szám)
A 3000 (háromezer) a 2999 és 3001 közötti természetes szám. Osztható számjegyeinek összegével, ezért Harshad-szám.
Praktikus szám.
Két szám valódiosztó-összegeként áll elő, közülük a kisebbik az 1320.